# الانهيار الأرضي في باتانغ كالي 2022
حدث انهيار أرضي في الساعات الأولى من يوم 16 ديسمبر 2022 بالقرب من بلدة باتانج كالي، بولاية سيلانجور الماليزية، مما أدى إلى انجراف 450,000 م3 (16,000,000 قدم3) من التربة ودفن مخيمات في إحدى المزارع العضوية. حوصر 94 شخصا تحت المنحدر المنهار. كان معظمهم في مخيم المزرعة العضوية المتضررة. توُفي ما لا يقل عن 24 شخصًا، وجرى إنقاذ 61، وأُدخل 8 أشخاص المستشفى. وهناك 9 أشخاص ما زالوا في عداد المفقودين.
أدت الكارثة إلى تعليق جميع الأنشطة الترفيهية في منطقة باتانج كالي، والإغلاق المؤقت لجميع أماكن التنزه والتخييم في جميع أنحاء سيلانجور. وُصف الانهيار بأنه أسوأ انهيار أرضي في ماليزيا عام 2022.

## التاريخ

### خلفية
مزرعة الأب العضوية Father's Organic Farm هي مزرعة عضوية تقع خارج باتانج كالي بولاية سيلانجور، وهي بلدة تقع على سفوح سلسلة جبال تيتيوانجسا، على بعد حوالي 50 كـم (30 ميل) شمال كوالالمبور، وحوالي 15 كـم (9 ميل) مباشرة إلى الغرب من مرتفعات جنتنج في ولاية باهانج المجاورة. قدمت المزرعة طلبًا لبدء أنشطة الزراعة العضوية في عام 2019، وقد أنشأت موقعًا للتخييم في المزرعة منذ عام 2020 دون ترخيص، حيث يُطلب الترخيص لمواقع المخيمات بالقرب من "المناطق عالية الخطورة"، مثل الأنهار أو منحدرات التلال أو الشلالات.
نظرًا لقرب باتانج كالي من وادي كلاغ، إضافةً إلى مواسم العطلات المدرسية المحلية، فقد زارت العديد من العائلات المنطقة خلال هذا الوقت من العام كوجهة ترفيهية شهيرة.
يتألف المخيم من ثلاثة قطاعات. هيلتوب (قمة التل) (المنطقة أ)، فارمفيو (المزرعة) (المنطقة ب)، وريفرسايد (جوار النهر) (المنطقة ج). كان 94 شخصًا موجودين في المكان مساء يوم 15 ديسمبر. في الليلة التي وقع فيها الانهيار الأرضي، كان هناك 81 شخصًا (51 شخصًا بالغًا، و 30 طفلًا) مسجلين للمبيت في موقع التخييم في تلك المزرعة. كان المخيمون في الغالب عائلات، ولم يوجد طلاب مدارس أو جامعات. على الرغم من الاحتفاظ بسجلات دقيقة، فهناك مخاوف من أن الأرقام كانت غير دقيقة لأن الأطفال دون سن الرابعة لا يجري تسجيلهم في موقع المخيم.

### الانهيار الأرضي
بدأ الانهيار الأرضي قبل الساعة 2:30 صباحًا بتوقيت ماليزيا. وفقًا للمسوحات والحسابات من قسم المعادن وعلوم الأرض (JMG)، فقد اشتمل مكان الانهيار على حجم قدره 450,000 م3 (16,000,000 قدم3) من التربة، على مساحة 500 م (1,600 قدم) طولًَا و200 م (660 قدم) عرضًا، بعمق 8 م (26 قدم). وغطى الانهيار منطقة تبلغ 300 م (980 قدم) من ارتفاع 70 م (230 قدم). أثر المنحدر المنهار بشكل مباشر على أراضي المخيمات الثلاثة في المزرعة. كان الضرر شديدًا على وجه التحديد في مخيم قمة التل Hilltop والمزرعة Farmview، حيث كانا بالقرب من قمة التل المنهار.

## ما بعد الكارثة

### عمليات الإنقاذ
صدر نداء الاستغاثة الأول المتعلق بالانهيار الأرضي في الساعة 2:24 صباحًا بتوقيت ماليزيا، ووصل أعضاء من فرق البحث والإنقاذ إلى مكان الحادث في الساعة 3:04 صباحًا بتوقيت ماليزيا. ذُكر أن موقع الكارثة الأولي كان "فوضويًا"، حيث كان الناجون يشيرون إلى عمال الإنقاذ بأضواء الكشاف. نُشر قرابة 400 عامل بحث وإنقاذ من 15 وكالة حكومية للقيام بجهود الإنقاذ. كما استخدم ستة كلاب تتبع لعمليات الإنقاذ.
ونظرًا لشدة الدمار في قمة التل Hilltop والمزرعة Farmview فقد ركز فريق الإنقاذ على هذين القطاعين، حيث أُرسل 231 من أفراد الإنقاذ لتحديد موقع الضحايا المحاصرين.
في 17 ديسمبر، قال مدير إدارة الحرائق والإنقاذ في سيلانجور، نوريزام خميس، إن فرص النجاة للضحايا المفقودين قد تضاءلت. كما أفاد أنه سيناقش مع الشرطة تمديد عمليات البحث والإنقاذ إذا لم يُعثر على الضحايا المتبقين بعد أسبوع.

### استجابة الحكومة
أمرت الشرطة الملكية الماليزية في هولو سيلانجور بالتعليق الفوري لجميع الأنشطة الترفيهية حول باتانج كالي حتى إشعار آخر، وذلك كإجراء احترازي ضد الانهيارات الأرضية المحتملة. جرى تمديد هذا التعليق إلى جميع المخيمات الواقعة حول "المناطق عالية الخطورة" في جميع أنحاء البلاد لمدة سبعة أيام، بدءًا من يوم وقوع الكارثة.
قامت وزيرة شؤون المرأة والأسرة وتنمية المجتمع أيمن أثره سابو بزيارة رسمية في تمام الساعة 12.35 مساءً بتوقيت ماليزيا، يرافقها عدد من المسؤولين. وأكدت أن الناجين سيحصلون على الإمدادات الأساسية الكافية، وأشارت إلى أن بعض الناجين أصيبوا بصدمات نفسية بسبب مخاوف بشأن أفراد عائلاتهم المفقودين.
أفاد وزير التنمية بالحكومة المحلية نجا كور مينج أن المخيمات المدمرة جرى تشغيلها بدون ترخيص. وأعلن وزير الاتصالات والرقمية فهمي فاضل عن نية رئيس الوزراء أنور إبراهيم والعديد من الوزراء زيارة موقع المخيم ليلاً، مع تذكير موظفي وزارة الاتصالات والرقمية (KKD) للتحقق من المعلومات ونشر أخبار حقيقية عن الانهيار الأرضي للعامة.
قامت وزارة الأشغال (KKR) وإدارة الأشغال العامة في سيلانجور (JKRS) بعمليات فحص على امتداد الطريق B66، على مقربة من المنحدر المنهار، ولم يُرصد شقوق مفتوحة على الطريق المعبدة. ومع ذلك، جرى تطويق الطريق وغلقه لجميع المركبات. في الوقت نفسه، أصدرت منتجعات جنتنج وورلد وKKR إخطارات منفصلة تنصح سائقي السيارات المسافرين إلى مرتفعات جنتنج باستخدام طريق الكرك السريع كطريق بديل.
علاوة على ذلك، قامت شركة Selangor JBPM بتركيب أجهزة استشعار في ثلاثة مواقع بالقرب من موقع الكارثة لقياس حركة التربة، وبالتالي رصد مخاطر حدوث المزيد من الانهيارات الأرضية.

### الإصابات
في تغريدة نُشرت في الساعة 9:15 صباحًا بتوقيت ماليزيا في 16 ديسمبر، أفادت الوكالة الوطنية لإدارة الكوارث (NADMA) عن وقوع 8 وفيات وإنقاذ 53، ووجود 7 إصابات. جرى إرسال المصابين السبعة إلى مستشفى كوالا كوبو بهارو ومستشفى سيلايانغ ومستشفى كوالالمبور لتلقي العلاج. في الساعة 11.00 صباحًا بتوقيت ماليزيا، أُبلغ أن هناك 9 حالات وفاة، واعتُبر 25 شخصًا في عداد المفقودين. أُرسل الموتى إلى مستشفى كوالالمبور لتشريح الجثة.
بحلول الساعة 11:30 صباحًا بتوقيت ماليزيا، بلغ إجمالي عدد الموتى 11 شخصًا، من بينهم طفل. خلال هذه الفترة، جرى إنقاذ ثمانية ناجين آخرين، بما في ذلك مشغل موقع المخيم. وفي غضون ساعة وخمس عشرة دقيقة، اكتشفت خمس جثث إضافية. ونُقلت الجثث إلى مستشفى كوالالمبور بحلول الساعة 3:00 مساءً لمزيد من الفحص. وقد أعلنت وزارة تنمية الحكم المحلي (KPKT) في الساعة 1:00 بعد الظهر بتوقيت ماليزيا أن عدد الضحايا بلغ 16 قتيلاً و17 في عداد المفقودين و61 ناجياً. وهناك 3 سنغافوريين من بين الذين جرى إنقاذهم.
أفاد مدير Selangor JBPM Norazam Khamis عن 19 حالة وفاة و14 ضحية في عداد المفقودين بحلول الساعة 5:00 مساءً.
يقول سوبت سفيان عبد الله، الضابط الأعلى في منطقة الشرطة (OCPD) في هولو سيلانغور، إن معظم الجثث "لم تظهر عليها إصابات كثيرة ظاهرة"، وبالتالي فإن التعرف على الجثث من خلال البصر كان يسيرًا.

#### مجموعة التخييم في مدرسة مون تشونج الابتدائية
كان 23 ممن في المخيم من مدرسة مون تشونج الابتدائية (الصينية : 民众 小学) في كوالالمبور، منهم سبع معلمات من المدرسة. وكان من المفترض أن يقوموا بتسجيل الخروج مع أفراد عائلاتهم في اليوم الذي وقع فيه الانهيار الأرضي. بحلول الساعة 1:00 ظهرًا بتوقيت ماليزيا، جرى إنقاذ ستة أشخاص من المجموعة.
وفي مؤتمر صحفي مع الطلاب ورئيس جمعية الآباء والمعلمين بالمدرسة، أفادت وزيرة التعليم فاضلينا ساديك أنه جرى التعرف على ضحايا المجموعة الموتى في قسم الطب الشرعي بمستشفى سونغاي بولوه. وذكرت أنه على الرغم من أن رحلة المجموعة لم تكن حدثًا مدرسيًا رسميًا، فقد تعهدت بأن وزارة التعليم (KPM) ستقدم المساعدة للضحايا ذوي الصلة. وذكرت أيضا أنه جرى إنقاذ اثنتين فقط من المعلمات السبع، فيما لا تزال المعلمات الأخريات في عداد المفقودين.
في اليوم الذي تلا الانهيار الأرضي، وُضعت باقات من الزهور على أبواب المدرسة الابتدائية تكريما لأعضاء مجموعة التخييم المتوفين.

## ردود الفعل

### محليًا
- أعرب مكتب رئيس وزراء ماليزيا - أنور إبراهيم عن قلقه وصدمته من الحدث، وأعلن أنه سيزور موقع الكارثة في الليلة التالية للانهيار الأرضي.[54] كما حث الماليزيين على الدعاء من أجل نجاح جهود الإنقاذ في الكارثة، بينما نصح الوزراء المعنيين "بعدم التدخل" في أعمال البحث والإنقاذ.[55]
- الحكومة الفيدرالية - أُعلن أن وزراء الحكومة مثل نجا كور مينج، وسيف الدين نصيون إسماعيل، وفهمي فاضل وزير الموارد الطبيعية نك نظمي سينظمون زيارة لمكان الحادثة.[56]
- Selangor - أعرب شرف الدين إدريس شاه، سلطان سلاغور، وتينغكو بيرمايسوري عن تعاطفهما مع ضحايا الكارثة.[57] وأعلن أمير الدين شاري رئيس وزراء سلاغور عن تعازيه وقال إنه سيرافق رئيس الوزراء لزيارة موقع الانهيار الأرضي مساء اليوم التالي لوقوع الكارثة.[58]
- Johor - أعرب إبراهيم إسماعيل (سلطان جوهر) عن تعازيه. وذكر في حسابه الرسمي على فيسبوك: "دعواتنا مع الضحايا وعائلاتهم في هذا الوقت العصيب. نتمنى لهم القوة والثبات لاجتياز هذه الفترة المؤلمة"[59]
- Pahang - أعرب وان روزدي وان إسماعيل عن صدمته بشأن الكارثة ورد بإعلانه أن باهانج سيرسل عمال الإنقاذ والمتطوعين للمساعدة في جهود الإغاثة في باتانغ كالي.[60]

### دوليًا
- سنغافورة - أعرب رئيس وزراء سنغافورة لي هسين لونغ ووزير الخارجية فيفيان بالاكريشنان عن تعازيهما لحكومة ماليزيا بشأن الانهيار الأرضي في مرتفعات جنتنج وشكروا ماليزيا على مساعدة ثلاثة سنغافوريين تضرروا من الانهيار الأرضي. وذكروا أن قوة الدفاع المدني في سنغافورة على استعداد للمساعدة في جهود البحث والإنقاذ إذا لزم الأمر.[61]

### المنظمات غير الحكومية
- أصدقاء الطبيعة (Sahabat Alam Malaysia SAM) - حثت رئيسة منظمة أصدقاء الطبيعة ميناكشي رامان السلطات على تشكيل لجنة تحقيق لتحديد سبب الانهيار الأرضي في باتانج كالي. وذكرت أن المنظمة "صُدمت" عند علمها بالانهيار الأرضي وشككت في شرعية مواقع المخيمات أسفل منطقة التلال.[62]
- الرابطة البيئية في ماليزيا (Ecological Association of Malaysia EAM) - نصح رئيس الجمعية البيئية في ماليزيا أحمد إسماعيل بضرورة مراقبة جميع التطورات في المناطق المرتفعة مثل مرتفعات جنتنج ومرتفعات كاميرون وجبل جيراي عن كثب والالتزام بالقوانين القائمة.[63]